# 周環
代數幾何中，代數簇的周環（得名於周煒良）是簇作為拓撲空間的上同調環的替代品：子簇（所謂代數圈）構成了它的元素，而其乘法結構來自子簇的相交。事實上，兩環間有一自然映射，它保持了二者都有的幾何概念（例如陳類、相交配對以及龐加萊對偶）。周環的優勢在於其幾何定義不需使用非代數概念。並且，使用了純拓撲情況下不可用的代數工具後，某些兩環都有的構造在周環中更簡單。

## 有理等價
定義周環前，我們需先定義“有理等價”。如名字所暗示，它是一個等價關係。假定X是一代數簇，Y、Z是其子簇，若存在一包含於積族P1×X中，且以P1參數化的平坦族，使得Y和Z是它的兩個纖維，我們就稱Y和Z有理等價。用古典語言來說，我們想要一個積族的子簇，Y和Z是其兩纖維，且其所有纖維有相同的希爾伯特多項式。若我們將P1當作一條線，則此概念就是配邊的代數模擬。

## 周環的定義
有理等價的定義隱含了有理等價的兩子簇維數相同。為了構造周環，我們將採用余維數（X本身與子簇的維數差），這樣乘積才運行良好。對滿足{\displaystyle 0\leq k\leq \dim {X}}的整數k，我們定義群Ak(X)為余維數k的子簇的形式和，再模掉有理等價。
周環自身是它們的直和，即：
{\displaystyle A^{*}(X)=\bigoplus _{k=0}^{\dim {X}}A^{k}(X)}
環的結構以簇的相交給出：如果兩個等價類{\displaystyle [Y]}和{\displaystyle [Z]}分別在Ak(X)和Al(X)中，我們定義它們的積為
{\displaystyle [Y]\cdot [Z]=[Y\cap Z]}
此定義有一系列技術細節，我們將在下面討論。可以肯定地說，在最好的情形（在有理等價下總成立），此交有余維數k + l，因而在Ak + l(X)中。這使得周環成為分次環。周環的元素常被稱為“圈”

## 幾何解釋
周環的幾何內涵混合了有理等價和相交積，這使得似乎形式的數字系數得以被解釋為子簇的度。例如，射影空間Pn的周環是
{\displaystyle A^{*}(\mathbb {P} ^{n})=\mathbb {Z} [\omega ]/(\omega ^{n+1})}
{\displaystyle \omega }是超平面（單個線性函數的零點軌跡）的有理等價類。更進一步，任何度為d而余維數為k的子簇都有理等價於{\displaystyle d\omega ^{k}}。這意味著，如果有兩個子簇有互補的維數（它們維數和為n）且度數分別為d、e，則它們的積就是
{\displaystyle [Y]\cdot [Z]=de\;\omega ^{n}}
{\displaystyle \omega ^{n}}是單點的等價類。至少在Y和Z橫截相交時（參見此處），這說明它們恰有de個交點。這實則是貝祖定理。類似於此的觀察被極大地推廣，產生了計數幾何。

## 函子性
圈的函子性，即定義在代數圈群Z*(X)層面上的平坦拉回和適當前推可擴展至周環，這給出群同態
{\displaystyle f^{*}\colon A^{k}(X')\to A^{k}(X)\,\!}和{\displaystyle f_{*}\colon A_{k}(X)\to A_{k}(X')\,\!}
事實上,{\displaystyle f^{*}}給出在整個周環上的環同態（遵從相交積，至少在集合論層面上這是顯然的），但{\displaystyle f_{*}}不行（因為集合論層面上它就不行：我們並不總有{\displaystyle f_{*}}）。但是我們有所謂“投影公式”：對X的子簇Y和X′的子簇Y′，
{\displaystyle f_{*}([Y]\cdot f^{*}([Y']))=f_{*}([Y])\cdot [Y']}

## 上同調聯繫
周環非常像X上的整值上同調。事實上，有顯然的映射
{\displaystyle f\colon A^{*}(X)\to H^{2*}(X)\,\!}
（以上記號代表在偶維數生成的上同調環）。它將每個有理等價類{\displaystyle [Y]}先送到由閉子簇Y決定的同調類，再送到它的龐加萊對偶（這解釋了偶維數：複代數簇總有偶實維數，因此決定了偶維數的同調類）。可以證明，同一個有理等價類被送到同一個上同調類。更進一步，龐加萊對偶性的一部分說明同調類的相交積對應於上同調類的杯積，因此這映射是環同態。
有不少事實對周環和上同調環有完全相同的形式。例如推拉公式在同調和上同調中都成立。進一步，一基本結果聲稱，Pn的上同調環和以上給出的周環是一樣的，乃至{\displaystyle \omega }的解釋都一樣（這說明，對射影空間，實際上上一段定義的映射{\displaystyle \omega }是同構）。但是對此結果，上同調證明技巧性頗高。相反，對周環我們給出一個相當簡單的幾何證明：
首先，設H為一超平面，從而同構於Pn − 1。任何另外的超平面J有理等價與它，因為若它們分別由線性形式L和M定義，我們可以把它們當成Pn中的點（通過其系數），由此可得它們間唯一的線。線上的點都是線性形式，從而定義了一族超平面，且由構造H和J皆在其中。{\displaystyle H\cap J}是H中的超平面，且由定義它的等價類為{\displaystyle \omega ^{2}}。這樣我們便有一族超平面，其中每個都嵌在前一個中，依次同構與對應的射影空間且等價於{\displaystyle \omega }的冪。
鑒於這些發現，我們考察任意余維數k度數d的子簇。如果k=0，那麼Y必須等於Pn本身，因為射影空間不可約。如果k不是0，不妨假定H由令最後一個座標為0定義，且{\displaystyle P=[0:\dots :0:1]}不在Y中。對每個P1中不是{\displaystyle [0:1]}的點{\displaystyle t=[t_{0}:t_{1}]}，定義映射
{\displaystyle f_{t}\colon \mathbb {P} ^{n}\setminus \{P\}\to \mathbb {P} ^{n}\setminus \{P\},f_{t}([a_{0}:\dots :a_{n-1}:a_{n}])=[t_{0}a_{0}:\dots :t_{0}a_{n-1}:t_{1}a_{n}]}
Y在這些映射下的像形成了一個在P1除去一點上的簇族。我們在 P1 × Pn中取閉包來得到Y的有理等價（這是一個等價關係得自一個非平凡但標準的事實：取閉包對應於取“平坦極限”）。如此，無窮遠點處的纖維就是Y到超平面H上的投影，因此有與Y相同的度和維數。因為H本身就是射影空間，我們可重複此過程直到Y維數過大不能繼續。由此可得Y有理等價與{\displaystyle d\omega ^{k}}，而且我們已經找到了積結構。
一個類似的證明建立此定理的推廣，在上同調中以勒雷-赫希定理聞名。它用對應纖維叢的陳類和底空間的周環計算了射影空間叢的周環。上同調的證明則要用到譜序列。
某些事實在周環中不成立，但在上同調環中成立。尤其是Künneth公式不成立，儘管勒雷-赫希定理對射影空間的積重建了它。進一步，儘管周環在簇上有逆變函子性，但在代數拓撲的意義下它構不成上同調理論，因為沒有“相對周群”的概念。的確，在代數簇中，沒有邊界的概念，因此正面考慮替代品是無望的。

## 構造的細節
上面所給Ak(X)的構造需要一些關於“模掉有理等價”的說明。相關的技術細節是，就像在計算射影空間周環時一樣，有時兩個並非簇對應的圈有理等價，儘管有理等價似乎僅僅與集合結構有關。解法是由概形理論而來，即一個由理想層定義的子簇可以被認為有重數d如果我們代理想{\displaystyle I}以{\displaystyle I^{d}}。這樣有理等價的古典陳述便不夠了，且我們必須密切關注平坦族的細節。最後，等價類的形式和，例如aY + bZ，應該被認為是“有度的簇”aY和bZ的不交並，一旦建立了這些約定，我們就可借有理等價為圈的自由阿貝爾群上的等價關係來得到周環。
相交積的定義有點更加複雜。主要問題是在相交中保持正確的維數。如果Y和Z是兩個余維數為k和l的子簇，它們的交並非總有余維數k+l。就如平凡的例子，兩簇可能完全相同。為了克服此難處，我們可以證明“移動引理”。它斷定在任何兩個有理等價類中，我們總可以找到一般橫截的兩代表元，此時它們的交表現良好。子簇的橫截性定義類似於流形的：先定義子簇的紮利斯基切空間，它們自然是X的切空間的子空間。如果這些子空間張成X的切空間，那麼此交是橫截的。如果橫截性在它的一個稠密子集上成立，那麼它是一般橫截的。
某種意義上，對於可對上同調環證明的事實，聲稱周環可給出更簡單的證明有些狡猾。特別是概形論的構造、平坦族和平坦極限，以及移動引理都解決了大量隱藏於周環下的技術困難。但是，這些技術細節大都是理論的基礎，一旦它們被建立，幾何上的優勢就很明顯了。

## 發展
周群被拓展至高階周群，這平行於從K0 (零階代數K-理論)到高階代數K-理論的拓展。
算術周群是Q上代數簇的周群與記錄阿基洛夫理論信息——即有關複流形結構的信息——部分的混合。

## 歷史
有理等價和環A*在20世紀初由意大利代數幾何學派定義，且被Severi和他的學派使用(可參考Severi的論文，他本質上研究了代數曲面S的群A0(S)；也可參閱芒福德論文開頭的評論）。
Serge在他1930年的論文中用了對奇異曲線的環A0更精細的研究來描述P2中代數曲面的支線。在1956年周煒良寫了一篇重要的論文後，環A*被稱作周環。有些幾何學家堅持是格羅滕迪克提出將此環命名為周環。

## 延伸阅读
[在维基数据编辑]